# Oscillation nord-pacifique
L'oscillation nord-pacifique (ONP) - en anglais : North Pacific Oscillation (NPO) - est un modèle de télécorrélation atmosphérique décrit pour la première fois par Gilbert Walker et Bliss et caractérisé par une bascule nord-sud de la pression atmosphérique au niveau de la mer au-dessus de l'océan Pacifique Nord. Rogers, en utilisant la température atmosphérique de surface de St. Paul, en Alaska, et Edmonton, a identifié deux phases de la NPO, une phase aléoutienne du dessous (AB) qui correspond à une dépression aléoutienne approfondie et décalée vers l'est et une phase aléoutienne du dessus (AA) qui est son opposé.
Au cours de la phase positive (AB), la pression au niveau de la mer est renforcée sur une vaste région des régions subtropicales qui s'étendent vers les pôles jusqu'à 40 N°, et réduite aux latitudes plus élevées; les vents d'ouest sont renforcés sur le Pacifique central et les températures hivernales sont douces le long d'une grande partie du Nord de la côte ouest de l'Amérique, mais plus fraîches que d'habitude sur la Sibérie orientale et le sud-ouest des États-Unis. Enfin, les précipitations sont plus importantes que d'habitude sur l'Alaska et les Grandes Plaines. Les effets de la NPO se propagent dans les régions subtropicales et tropicales par un autre mode climatique, le mode méridien du Pacifique (en). Le North Pacific Gyre Oscillation (NPGO) est l'expression océanique du NPO.